# Paleolitička umjetnost
Paleolitička umjetnost, poznata i kao Umjetnost ledenog doba, je umjetnost od prije otprilike 32.000 do 11.000 godina pr. Kr., tijekom starijeg kamenog doba, paleolitika (grčki: palaios - star, lithos - kamen). Možda najstariji primjeri ove umjetnosti potječu iz spilje Blombos u Južnoj Africi, no u Europi se zasigurno javlja prije oko 40.000 godina. To je bilo razdoblje „paleolitičke revolucije” kada je pojava umjetnosti pomogla u oblikovanju modernog čovjeka
Može se podijeliti na dvije glavne kategorije: nosive komade (male figurice i dekorirane predmete) i špiljsko slikarstvo.

## Pronalazak i podjela
Paleolitička umjetnost je prvo otkrivena 1860-ih, kada je francuski paleontolog Edouard Lartet našao dekorirane predmete u spiljama i kamenim skloništima u jugozapadnoj Francuskoj. Starost je procijenjena u vrijeme oruđa i kostiju životinja ledenog doba. Otkrića su pokrenula ludilo prekapanja spilja u potrazi za prastarim predmetima, no malo je pažnje bilo posvećivano crtežima na zidu.
Lokalni zemljoposjednici su 1880. otkrili crteže u Španjolskoj spilji Altamira na što su arheolozi bili veoma sumnjičavi. Godine 1895. zidovi prekriveni gravurama otkriveni su u spilji La Mouthe, u Dordonskoj regiji jugozapadne Francuske. Šljunak je najprije zatrpao ulaz u ovu spilju, a paleolitski nanosi na pijesku potvrđuju veliku starost tih nalaza. Godine 1901. gravure su nađene u spilji Les Combarelles, a crteži u susjednom Font de Gaume-u, u istoj regiji kao La Mouthe.
Godine 1902. arheolozi su priznali postojanje spiljske umjetnosti. Od tada su brojna nova mjesta otkrivena, te su se istraživanja nastavila, osobito u Španjolskoj i Francuskoj. Godine 1994. Francuz imenom Jean-Marie Chauvet otkrio je spilju u dolini Adreche također u jugozapadnoj Francuskoj. Spilja Chauvet-Pont d’Arc sadrži slike brojnih životinja koje datiraju 32.000 godina u prošlost, čineći ih najstarijim spiljskim slikama.
Od 1981. arheolozi su otkrili nalazišta na otvorenom prostoru u Španjolskoj, Portugalu, Australiji i južnoj Africi. Godine 1994. u dolini rijeke Coa, u sjeveroistočnome Portugalu, istraživači su našli kamenje s ugraviranim ljudskim figurama, konjima, kozorozima i divljim mačkama. Umjetnici su očito čekićem istočkali konture životinja koje su kasnije spojili urezujući linije. Arheolozi procjenjuju te slike na 20,000 godina starosti te vjeruju da je takvo crtanje bilo veoma često no da su ostaci propali zbog utjecaja erozije vjetra i kiše.
Danas arheolozi nalaze paleolitičke umjetnosti svrstavaju u arheološke kulture koja su dobila ime po najpoznatijim spiljama:
- Aurignacien (po spilji Aurignac u Francuskoj) (također spilje: Chauvet-Pont d’Arc) - 40.000 – 26.000 pr. Kr.
- Gravettien (po spilji La Gravette u Francuskoj) (također spilje: Willendorf, Dolní Věstonice, Kostienki, Gagarino) - 29.000 - 22.000 pr. Kr.
- Solutréen (po spilji Solutre-Polully u Francuskoj) (također spilje: Lespugue, Predmost) - 22.000 – 17.000 pr. Kr.
- Magdalénien (po spilji La Madeleine u Francuskoj) (također spilje: Lascaux, El Castillo, Pechmerl) - 17.000 – 12.000 pr. Kr.
- Kasni Magdalénien (spilje: La Madeleine, Altamira, Niaux, Badanj) - 14.000 – 10.000 pr. Kr. Oko 81% nalaza je iz ovog razdoblja.

## Spiljsko slikarstvo
Spiljsku umjetnost uglavnom nalazimo na području Španjolske i Francuske, a sastoji se od slika, crteža i gravura (petroglif) na zidovima spilja. Moguća treća kategorija bi bile slike i simboli ugravirani na otvorenom prostoru, no malo je od toga ostalo sačuvano.
Figurativna paleolitička umjetnost se odnosi na prikaz čovjeka ili životinje, a nefigurativna na oblike znakova i simbola. Prikazi pojedinih životinja variraju od mjesta i vremenskog perioda. Najčešće su se u spiljama prikazivali bizoni i konji, a mamuti i jeleni se nalaze samo na nekim područjima. Ribe i ptice su najčešće na nosivim predmetima. Prikazi insekata i biljaka su samo na nekim predmetima i jako su rijetki. Gotovo sve životinje su prikazane u profilu, uglavnom odrasle jedinke prepoznatljive vrste. Mnoge su životinje nedovršene ili dvosmislene, a ima i izmišljenih bića, kao jednorog u spilji Lascaux. Broj figura varira od nekoliko komada do nekoliko stotina kao u spiljama Lascaux ili Les Trois Freres, Francuska.
Crteži su jakih okvirnih linija (kao meta), a ispunjeni su drugom bojom od pozadine. Čovjek ponekad iskorištava i formu zida, tj. udubljenje i ispupčenja zida za likovno oblikovanje životinja. Životinje su nabacane bez ikakvog reda, nema odnosa između figura, ponekad su čak oslikane jedna preko druge.
Simboli i znakovi su mnogo češći u spiljskom slikarstvu nego prikazi ljudi ili životinja. U rasponu od jedne točke i linije do velike plohe složeno grupiranih znakova mogu stajati samostalno u spilji, no češće se nalaze uz figurativne slike. Česti su jednostavni simbolični motivi, uključujući i otiske ruke u obojenoj zemlji, a neki znanstvenici smatraju da su složeniji znakovi obilježja etničke grupe iz paleolita.
Znanstvenici su isprva smatrali da je spiljsko slikarstvo bilo čisto iz dekorativnih razloga, bez konkretne važnosti, no nakon daljnjih istraživanja sve figure daju neki smisao toj umjetnosti. Po teoriji popularnoj u ranom 20. st., ljudi iz kamenog doba su slikali životinje iz razloga da će iste susresti u stvarnosti. Tako koplja i druga oružja na slikama mogu kazivati da će imati uspješan lov. Ipak, ta je teorija još na razmatranju. Sljedeća popularna teorija kaže da su spiljske slike služile magiji plodnosti te su po njoj ljudi slikali životinje u nadi da će se iste razmnožiti i osigurati dovoljno hrane u budućnosti. Neki smatraju da će ponovno slikanje životinje po staroj slici osigurati ponovni povratak životinje svako proljeće. Neka istraživanja su pokazala da su najraskošnije slike u spiljama s osobito dobrom akustikom, te smatraju da je glazba imala veliku ulogu u obredu. Također su mnoge ostale teorije na razmatranju, no smatra se da jedinstvena teorija neće biti dovoljna za objašnjenje cijele paleolitičke umjetnosti, koja je trajala 20.000 godina, na širokom području svijeta.
Umjetnost na spiljskim zidovima sastoji se od raznih tehnika. Neki crteži sadrže spojene ostatke mineralnih nakupina stalagmita i stalaktita za prikaz pojedinih dijelova životinje. Drugi dolaze od prstiju utisnutih u glinu koja se nalazila na stjenkama zida. U nekim je spiljama strop bio previše visok za slikanje bez ljestava ili skela. U Lascauxu, spiljski zidovi pokazuju rupe gdje su mogle biti postavljene skele. Veličine spiljskih crteža jako variraju. Slike bikova u spilji Lascaux dugačke su 5,5 m.
Najpoznatiji lokaliteti u Europi su:
| - Lascaux i La Madeleine (Francuska) - Foz Côa (Portugal) - Siega Verde (Španjolska) | - Altamira (Španjolska) - Badanj (Bosna i Hercegovina) - Val Camonica (Italija) |

### Azijsko paleolitičko slikarstvo
Bhimbetka je prapovijesni arheološki lokalitet nekoliko špilja u oblasti Raisen, u indijskoj državi Madhya Pradesh, 45 km od Bhopala. U njoj su pronađeni najstariji tragovi ljudi u Indiji, te se pretpostavlja da su neke od špilja bile naseljene više od 100.000 godina. Na zidovima nekih špilja nalaze se paleolitske slikarije stare oko 30.000 godina, zbog čega su špilje Bhimbetke upisane na UNESCO-ov popis mjesta svjetske baštine u Aziji i Oceaniji. U Bhimbetki su 1990. – 91. godine pronađeni ostaci najstarijih zidova i podova, kao i najstariji petroglifi na svijetu (oko 290.000 do čak 700.000 godina stari, što ih čini najstarijim ljudskim izrazom na svijetu).
Iz oko 40.000 pr. Kr. potječu umjetnine s otoka Sulawesi u Indoneziji, pronađene 2014. god. 
Iz oko istog razdoblja su i kosti jelena na kojima su urezani jeleni iz spilje Turobong u Južnoj Koreji.

### Afričko paleolitičko slikarstvo
Komadići okra pronađeni iz spilje Blombos u Južnoj Africi, koji datiraju prije oko 70.000 godina, se u nekim krugovima smatraju „umjetničkim djelima”.
U spilji Appolo 11 u jugozapadnoj Namibiji pronađeno je sedam kamenih ploča s naslikanim životinjama, koje datiraju od 27.500 - 22.500 pr. Kr.
Najstariji petroglifi u Africi potječu s konca paleolitika i ranog mezolitika, iz oko 12.000 pr. Kr., a pronađeni su u Zimbabveu (zapravo sedimentni slojevi kamena s oslikanim slojem). No, već od 10.000 pr. Kr. petroglifi se mogu pronaći od doline rijeke Nil, pa zapadno sve do Malija. Najpoznatiji lokaliteti su:
| - Twyfelfontein (Namibija) - Matobo (Zimbabve) - Tsodilo (Bocvana) - Kondoa (Tanzanija) | - Tasili n'Adžer (Libija) - Ténéré (Niger) - Tadrart Akakus (Libija) |

### Australijsko paleolitičko slikarstvo
Paleolitičko slikarstvo se javilo na najsjevernijem dijelu države Zapadna Australija nekad prije 26.000 pr. Kr., prema datiranju boje sa slika na kamenim pločama iz nalazišta Gabarnmung. Svod prirodnog skloništa u stijeni je oslikano prikazom životinja (riba, valabija, krokodila, ali čak i ljudi i duhovnih bića). Neki smatraju da je ova vrsta umjetnosti nastala odmah po prvim dokazima ljudskog obitovanja na ovom mjestu, koje datira prije 60. – 40.000 godina. Najslavnije su ipak slikarije iz nalazišta Bradshaw, također krajnji sjever Zapadne Australije, koje je datirano od 38.000 pr. Kr. do 20.000 pr. Kr. Na njima su prikazani ljudi sa zapanjujućom anatomskom točnošću, koji su ukrašeni torbama i kapama.

### Američko paleolitičko slikarstvo
Cueva de las Manos je sustav spilja kod rijeke Pinturas unutar nacionalnog parka Francisco P. Moreno u argentinskoj pokrajini Santa Cruz. Najslavnija je po prapovijesnim slikarijama ruku, starima od 13.000 do 9.000 godina, po kojima je dobila i ime. One su datirane ugljikom-14 zahvaljujući ostacima frula od kostiju koje su bile korištene za nanošenje boje na zidove. Pored njih, tu se nalaze i brojne slike životinja poput gvanaka i prizori lova. Zbog toga je 1999. godine Cueva de las Manos je upisana na UNESCO-ov popis mjesta svjetske baštine u Americi kao „dokaz prvih ljudskih društava Južne Amerike”".
Prva pretkolumbovska umjetnost u Peruu javila se oko 9.500 pr. Kr. od kada datiraju slike na stijenama spilja Toquepala. Na velikim slikama u sedam boja one prikazuju naoružane ljude koji love gvanake, dok su oko njih razni andski simboli.

## Spiljska skulptura
Rad u glini nađen je samo na prostoru Pirineja, isto tako sadrži i gravure na stropu spilje te reljefi oblikovani u umjetnim nakupinama gline. Spiljski umjetnici su modelirali bizona u reljefu u francuskoj spilji Le Tuc d'Audoubert, dok je u spilji Montespan (Francuska) trodimenzionalna skulptura medvjeda od 700 kg gline. Zidno kiparstvo, u niskom i visokom reljefu, je nađeno samo u središnjim regijama Francuske, gdje se glina mogla oblikovati. Otkriveni su i tragovi crvenog pigmenta na većini zidnih skulptura što znači da su nekad bili obojani.
Nosiva umjetnost su rezbarije od kostiju, rogova, kamena ili modeli u glini. Mnogo je takvih ostataka nađeno u Europi, a isto tako i u sjevernoj Americi i Sibiru.
Ljudski prikazi su rjeđi u spiljskom slikarstvu, a češći na nosivim predmetima. Mali ljudski kipići, poznati kao figure Venere, s uvećanim grudima i trbušnim dijelom su nađeni uglavnom u centralnoj Europi. Venere se svode na magijske prikaze žena koje su trebale da pobude plodnost. Rađene su od kamena nađenog u prirodi, naglašenih bokova i grudi, a zanemarivane su glava i noge. Takozvana Venera iz Willendorfa, Austrija) je jedan od najboljih primjera. Brojne figurice ženskih idola govore u korist teorije povjesničara da je to bilo vrijeme matrijarhata (lat. mater = majka) kad je žena vodila glavnu riječ u društvu, nasuprot patrijarhatu  (lat. pater = otac) kada su muškarci preuzeli tu ulogu i zadržali je uglavnom do danas.
Paleolitički čovjek nema sposobnost povezanog mišljenja, ne zna što je uzrok a što posljedica, otuda magijsko vjerovanje u istovjetnost naslikane životinje i prave životinje, ili istovjetnost magijskog kipa Venere i plodnosti. Umjetnost se ovdje javlja kao sredstvo kojim se čovjek lakše povezuje sa svijetom koji ga okružuje i kojim uspostavlja vezu s prirodom od koje je odvojen i od koje osjeća samo strah.